# Before the Flood
Before the Flood je koncertní dvojalbum Boba Dylana a skupiny The Band z roku 1974. Album vyšlo 20. červen 1974 ve Spojených státech amerických u nakladatelství Asylum Records (kód AS 63 000); ve Velké Británii pak u nakladatelství Island Records. Autorem většiny skladeb je Bob Dylan. Skladby složil Robbie Robertson

## Seznam skladeb

### strana jedna
| Strana 1 | Strana 1                                       | Strana 1  | Strana 1                      | Strana 1 |
| Pořadí   | Název                                          | Autor     | datum nahrávky                | Délka    |
| -------- | ---------------------------------------------- | --------- | ----------------------------- | -------- |
| 1.       | Most Likely You Go Your Way (And I'll Go Mine) | Bob Dylan | 14. února 1974 (večer)        | 4:15     |
| 2.       | Lay Lady Lay                                   | Bob Dylan | 13. února 1974                | 3:14     |
| 3.       | Rainy Day Women #12 & 35                       | Bob Dylan | 13. února 1974                | 3:27     |
| 4.       | Knockin' on Heaven's Door                      | Bob Dylan | 30. ledna 1974, New York City | 3:51     |
| 5.       | It Ain't Me, Babe                              | Bob Dylan | 14. února 1974 (večer)        | 3:40     |
| 6.       | Ballad of a Thin Man                           | Bob Dylan | 14. února 1974 (odpoledne)    | 3:41     |

### strana dvě
| Pořadí | Název                               | Autor            | datum nahrávky             | Délka |
| ------ | ----------------------------------- | ---------------- | -------------------------- | ----- |
| 7.     | Up on Cripple Creek                 | Robbie Robertson | 14. února 1974 (večer)     | 5:25  |
| 8.     | I Shall Be Released                 | Robbie Robertson | 14. února 1974 (odpoledne) | 3:50  |
| 9.     | Endless Highway                     | Robbie Robertson | 14. února 1974 (večer)     | 5:10  |
| 10.    | The Night They Drove Old Dixie Down | Robbie Robertson | 14. února 1974 (večer)     | 4:24  |
| 11.    | Stage Fright                        | Robbie Robertson | 14. února 1974 (večer)     | 4:45  |

### strana tři
| Pořadí | Název                                | Autor                            | datum nahrávky             | Délka |
| ------ | ------------------------------------ | -------------------------------- | -------------------------- | ----- |
| 12.    | Don't Think Twice, It's All Right    | Bob Dylan                        | 14. února 1974 (večer)     | 4:36  |
| 13.    | Just Like a Woman                    | Bob Dylan                        | 14. února 1974 (večer)     | 5:06  |
| 14.    | It's Alright, Ma (I'm Only Bleeding) | Bob Dylan                        | 14. února 1974 (večer)     | 5:48  |
| 15.    | The Shape I'm In                     | Robbie Robertson                 | 14. února 1974 (odpoledne) | 4:01  |
| 16.    | When You Awake                       | Richard Manuel, Robbie Robertson | 14. února 1974 (večer)     | 3:13  |
| 17.    | The Weight                           | Robbie Robertson                 | 13. února 1974             | 4:47  |

### strana čtyři
| Pořadí | Název                    | Autor     | datum nahrávky                              | Délka |
| ------ | ------------------------ | --------- | ------------------------------------------- | ----- |
| 18.    | All Along the Watchtower | Bob Dylan | 14. února 1974 (odpoledne)                  | 3:07  |
| 19.    | Highway 61 Revisited     | Bob Dylan | 14. února 1974 (večer)                      | 4:27  |
| 20.    | Like a Rolling Stone     | Bob Dylan | 13. února 1974                              | 7:09  |
| 21.    | Blowin' in the Wind      | Bob Dylan | 13. února 1974 + 14. února 1974 (odpoledne) | 4:30  |

## Obsazení
- Bob Dylan – zpěv, kytary, harmonika, klavír
- Robbie Robertson – elektrická kytara, doprovodný zpěv
- Garth Hudson – varhany, klavír, clavinet
- Levon Helm – zpěv, bicí
- Richard Manuel – zpěv, klavír, elektrický klavír, varhany, bicí
- Rick Danko – zpěv, basová kytara[1]